# عملية فلير
عملية فلير (بالعبرية: מבצע אבוקה) كانت عملية نفذتها الجيش الإسرائيلي بهدف تدمير مصافي النفط المصرية ومصانع كيمياء النفط وميناء النفط ومصانع الأسمدة في مدينة السويس في 24 أكتوبر 1967 ، ردًا على إغراق المدمرة إيلات ، بعد حوالي أربعة أشهر من نهاية حرب 1967 .

## خلفية
في يوم 21 أكتوبر تعرضت المدمرة الإسرائيلية إيلات والتي كانت تقوم بدورية في منطقة بورسعيد لهجوم بصواريخ ستيكس أطلقت من زوارق صواريخ كومار المصرية المتمركزة عند مدخل ميناء بورسعيد . غرقت المدمرة الإسرائيلية بعد أن أصيبت بثلاثة صواريخ. وأسفر الهجوم عن مقتل 47 جنديا إسرائيليا وإصابة 91 آخرين. لقد فوجئت إسرائيل بالهجوم المصري واعتبرته عملاً حربياً في فترة الهدوء. وردا على ذلك قررت إسرائيل مهاجمة المنشآت الاقتصادية في منطقة السويس .
وكانت القيادة الجنوبية مكلفة بالتأهب لتنفيذ هجوم مدفعي على أهداف في السويس اعتبارا من الساعة الثانية ظهرا يوم 24 أكتوبر. وفي إطار الاستعدادات، أصدر قائد المنطقة الجنوبية، اللواء يشعياهو غافيش، تعليماته لقائد اللواء 401 مدرع ، العقيد أوري بار أون ، بالاستعداد للهجوم. ومن قوات اللواء تم تركيز بطاريتين مدفع ذاتي الحركة عيار 155 ملم وكتيبة مدرعة ضمن مدى إطلاق النار على الأهداف. تم تخفيف قوات جيش الدفاع الإسرائيلي على طول قناة السويس ووضعها في الملاجئ، وتم وضع القوات الجوية الإسرائيلية في حالة تأهب للمساعدة إذا لزم الأمر.

## عملية
وفي حوالي الساعة 14:30 أطلق الجيش الإسرائيلي نيران مدفعية متواصلة على مصفاة السويس وخزانات الوقود، ما أدى إلى اشتعال النيران فيها. وتم توجيه النيران الإسرائيلية وتحديد مداها من قبل ضباط مراقبة تابعين لسلاح الجو الإسرائيلي فوق المنطقة. وردًا على ذلك، فتح المصريون أيضًا نيران المدفعية باستخدام قوة أكبر بكثير بلغت عشرة بطاريات، لكن القصف المصري كان غير فعال. وبعد نحو نصف ساعة، أي في الساعة 14:58، طلب الجيش المصري وقف إطلاق النار، لكن إسرائيل واصلت العملية كما هو مخطط لها. وفي الساعة 15:06، اشتعلت النيران أيضًا في مصنع الأسمدة الواقع داخل مدينة السويس وميناء بور إبراهيم. تم إطلاق نيران كثيفة من مضادات الطائرات على طائرات المراقبة الإسرائيلية من الجزيرة الخضراء الموجودة في السويس ، إلا أن ضباط المراقبة استمروا في مراقبة قوات المدفعية. وانتهت العملية عند الساعة 17:35 بعد تحقيق الأهداف المخطط لها. في المجمل، أطلق جيش الدفاع الإسرائيلي ثمانمائة وواحد وثلاثون قذيفة عيار مائة وخمسة وخمسون ملم وأربعمائة واثنين وأربعون قذيفة دبابة .

## نتائج العملية

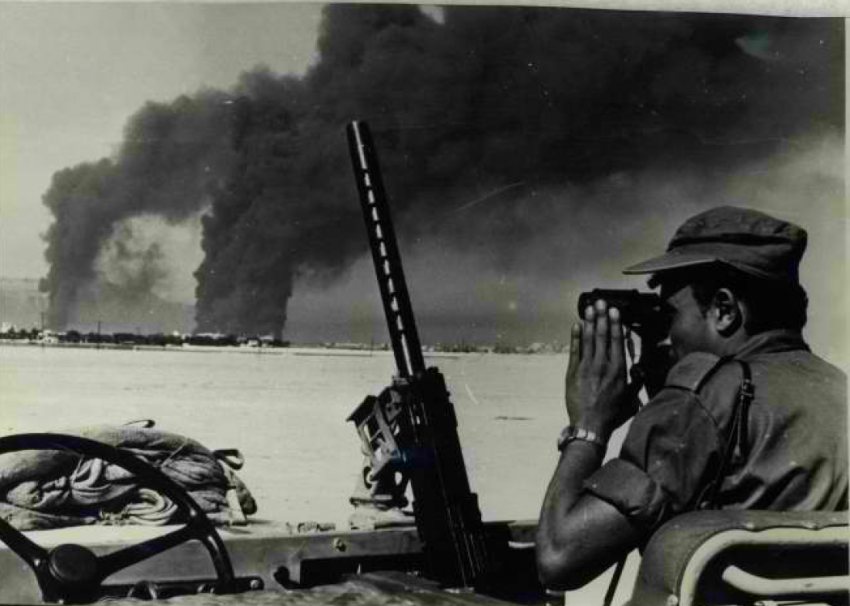
جندي من جيش الدفاع الإسرائيلي على خلفية نتائج الهجوم الإسرائيلي.

أدى الهجوم إلى تدمير مصفاتين ("الناصر" و"السويس") من بين ثلاث مصافي كانت موجودة في مصر. وتقوم هاتان المصفاتان بتكرير 5 ملايين طن سنويا من إجمالي استهلاك مصر البالغ 6.5 مليون طن. اشتعلت حرائق هائلة في مزارع خزانات الوقود بالسويس لعدة أيام دون أن تتمكن السلطات من إخمادها. وفي 5 من نوفمبر، نفذ سلاح الجو طلعة تصويرية للتحقق من نتائج الهجوم. وتبين أن الحريق أضرم في أكثر من مائة خزان وقود، ودمر ستة وتسعون ألف طن من النفط الخام ، وأحد عشر ألف طن من البنزين ، وثلاثمائة ألف طن من الأسفلت . وكانت الأضرار التي لحقت بالاقتصاد المصري واسعة النطاق وتقدر بنحو ستون مليون جنيه مصري . أصبحت المصفاة الوحيدة المتبقية في مصر بعد الهجوم تلبي 20% من الاستهلاك السنوي لمصر، ما أدى إلى توقف صادرات الوقود المصرية. واضطرت مصر إلى استيراد الوقود للاستهلاك المحلي. تم تدمير مصانع الأسمدة. كما قتل 11 مصريا وأصيب 92 آخرون أثناء القصف. ولم يكن في صفوف جيش الدفاع الإسرائيلي سوى اثنين من المصابين بجروح طفيفة. بعد الهجوم الإسرائيلي لم يتم ترميم المصافي بل أعيد بناؤها في عمق مصر، وبدأ سكان مدينة السويس يهجرون المدينة. وكان التخلي عن مدينة السويس جزءاً من اتجاه عام نحو التخلي عن المستوطنات القريبة من خطوط الصراع وخلق مشكلة لاجئين مصريين داخلية.
رداً على إغراق المدمرة "إيلات" وعملية "فلير"، قررت الأمم المتحدة (بالإنجليزية:UNO) مضاعفة عدد المراقبين على خط القناة. بعد عملية "فلير"، لم يبادر المصريون إلى أي تصعيد كبير لمدة عام.